# 17579 Левкопелєв
17579 Левкопелєв (17579 Lewkopelew) — астероїд головного поясу, відкритий 5 жовтня 1994 року.
Тіссеранів параметр щодо Юпітера — 3,535.